# Pommernente

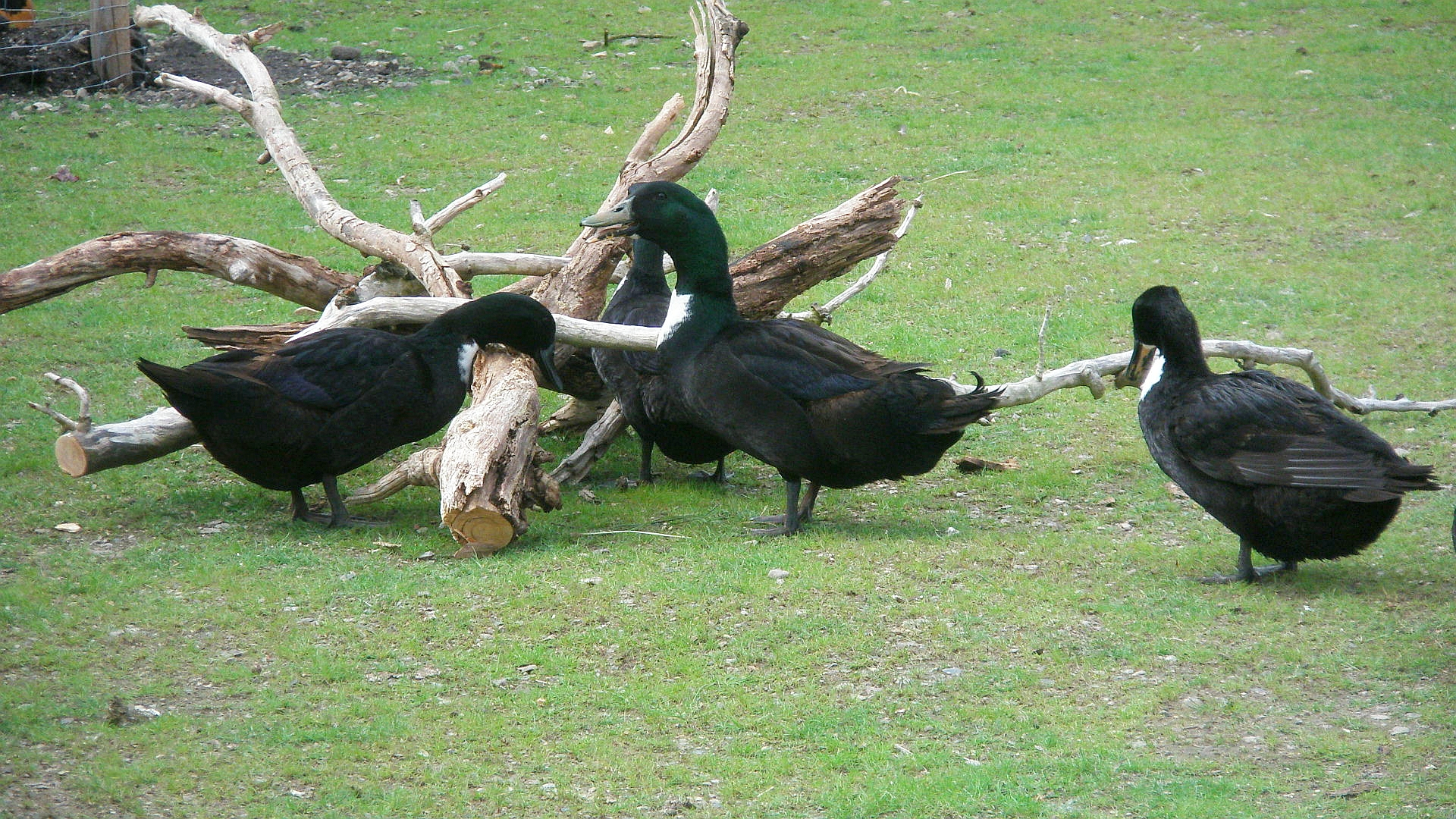
Pommernenten auf der BUGA 2009 in Schwerin

Die Pommernente gilt heute als älteste Entenrasse Deutschlands und ist je nach Farbschlag und Region auch unter dem Namen Schwedenente, Uckermärker und Duclairente bekannt.

## Merkmale
Der Körper der Pommernente ist langgestreckt. Dazu breit und tief, wie bei allen alten europäischen Landenten. Typisch ist daher die waagrechte Haltung. Ihr Erscheinungsbild ist durch ein auffälliges, blaugraues oder schwarzgrünlich schimmerndes dunkles Gefieder mit charakteristischem weißem Latz an Brust und Vorderhals geprägt. Diesen Brustlatz klar abgegrenzt zu erhalten, fordert die Züchter immer wieder neu heraus. Wie bei den meisten Enten lassen sich auch hier Männchen und Weibchen gut unterscheiden. Der Erpel hat einen olivgrünen Schnabel, während der Schnabel des Weibchens eine dunklere, schiefergraue bis schwarze Färbung zeigt. Die Schnabelspitze ("Bohne") ist bei beiden Geschlechtern schwarz. 
Ausgewachsene Erpel erreichen ein Gewicht von etwa 3 kg. Die Enten sind mit 2,5 kg etwas leichter. Die Legeleistung der Pommernente ist beachtlich. 150 Eier im Jahr sind durchaus möglich, wobei die Eier ca. 70 g schwer sind. Auch selbst mehrjährige Enten bringen noch gute Leistungen und ziehen kurz vor Mauserbeginn im Sommer oft noch zuverlässig eine Brut auf. Die leise schnatternden Enten sind unermüdliche Schneckensucher und sehr wirtschaftlich. Die Jungenten sind ausgesprochen wetterhart. Sie wachsen schnell heran und befiedern sich rasch. Schon nach nur 4 bis 5 Monaten sind sie ausgewachsen. Das optimale Schlachtalter liegt bei 5 bis 6 Monaten, auch weil zu diesem Zeitpunkt die Mauser das Rupfen der Tiere erleichtert. Das Fleisch gilt unter Kennern als Delikatesse.

## Geschichte
Die Pommernente stammt ihrem Namen nach aus Vorpommern. Da dieses Gebiet bis 1815 zu Schweden gehörte, wird die Rasse auch als Schwedenente bezeichnet. Sie wurde damals aus einem schweren Landentenschlag gezüchtet. Ziel der Züchter war es, eine mittelschwere Ente mit guten Wachstumseigenschaften, hoher Legeleistung und hervorragender Fleischqualität zu erhalten.
Heute jedoch gehört die Pommernente mit einem Bestand von circa 100 Tieren in Deutschland zu einer akut gefährdeten Rasse und wird auf der Roten Liste der Gesellschaft zur Erhaltung alter und gefährdeter Haustierrassen geführt. Die Pommernente wurde 1994 zusammen mit dem Westfälischen Totlegerhuhn und der Diepholzer Gans von der Gesellschaft zur Erhaltung alter und gefährdeter Haustierrassen (GEH) zur „Gefährdeten Nutztierrasse des Jahres“ erklärt.
Seit etwa 1920 werden Pommernenten auch in der Schweiz gezüchtet und gefördert. Die Bestände sind aber auch dort noch immer klein, wenn auch leicht steigend. Die Zuchtvereinigung für ursprüngliches Nutzgeflügel (ZUN) koordiniert die Zucht der Pommernenten in der Schweiz und ist als nationaler Rasseverein organisiert. 

## Haltung
Da sie mit zu den sehr beweglichen Tieren zählt, benötigt sie einen großen Auslauf mit Weidefläche und Wasserflächen, ist ansonsten aber sehr anspruchslos. Aus diesem Grund eignet sie sich aber nicht zur Massentierhaltung. 